# Aleksandrovo, Veliko Tărnovo
Aleksandrovo (bulgariska: Александрово) är ett distrikt i Bulgarien.   Det ligger i kommunen Obsjtina Svisjtov och regionen Veliko Tărnovo, i den centrala delen av landet, 190 kilometer öster om huvudstaden Sofia.